# 의흥 박씨
의흥 박씨(殷豊朴氏)는 대구광역시 군위군 의흥면을 본관으로 하는 한국의 성씨이다.
시조 박을규(朴乙規)는 본래 왕(王)씨이며 고려의 병부상서(兵部尙書)를 지냈다. 이후 고려가 망한 뒤 조선이 개국하면서 왕씨들에게 향해진 박해를 피해 은둔하면서 외가의 성인 박(朴)씨를 사용했다.

## 참고 자료
- “의흥박씨(義興朴氏)”. 뿌리를 찾아서.[깨진 링크(과거 내용 찾기)]